# Ryol Li Lee
Ryol Li Lee est un boxeur nord-coréen né le 20 mai 1982 à Kadoma, Japon.

## Carrière
Champion du Japon des poids plumes le 6 février 2010, il devient champion du monde des super-coqs WBA régulier le 2 octobre après sa victoire aux points face au Thaïlandais Poonsawat Kratingdaenggym. Lee succède ensuite à Celestino Caballero en tant que champion à part entière le 10 décembre à la suite du passage de ce dernier dans la catégorie supérieure puis remet son titre en jeu le 31 janvier 2011 à Tokyo contre son compatriote Akifumi Shimoda. Il perd aux points à l'unanimité des juges après avoir été compté à 3 reprises.